# Aardkundig monument

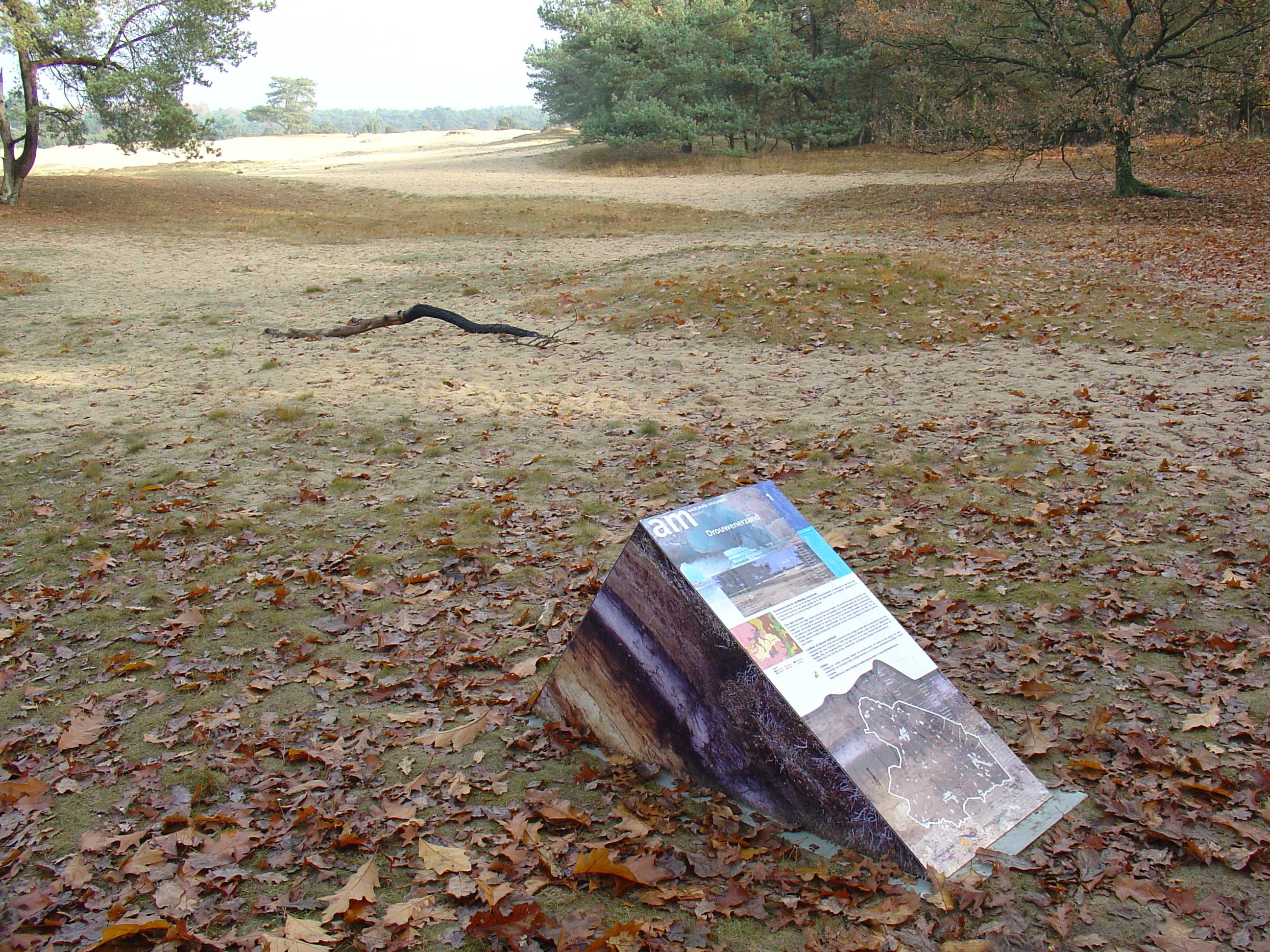
Het Drouwenerzand (aardkundig monument)

Een aardkundig monument is een natuurmonument dat zijn belang ontleent aan zijn aardkundige (geologische, geomorfologische, bodemkundige) betekenis.

## Achtergrond
De status van aardkundig monument wordt in Nederland toegewezen aan gebieden of locaties met bijzondere aardkundige waarden. Dit kunnen onderdelen van het landschap zijn die iets vertellen over de natuurlijke ontstaanswijze van het gebied. Voorbeelden hiervan zijn stuifzandgebieden als de Lange en Korte Duinen bij Soest en het Drouwenerzand in Drenthe, de strandwal van Spaarnwoude of stuwwallen als de Grebbeberg of de Friezenberg. Ook geologisch waardevolle locaties, als de Heimansgroeve, het Van der Lijn keienreservaat bij Urk, het zwerfsteneneiland bij Maarn of de zwerfstenen van De Zândkoele in de Kop van Overijssel zijn aardkundige monumenten.
In diverse Nederlandse provincies zijn aardkundige monumenten aangewezen. Een aardkundig monument heeft geen status als een rijks- of gemeentelijk monument, maar is bedoeld om interesse voor het gebied op te wekken en de kennis over dit gebied onder een breder publiek te verspreiden. Ook terreinbeheerders zetten zich in voor bescherming en behoud van aardkundig waardevolle landvormen. Voorts hebben verschillende landelijke organisaties zich het lot van de aardkundige resten in het landschap aangetrokken.

## Voorbeelden

### Landschappelijke monumenten
- stuifzandgebieden als de Lange en Korte Duinen bij Soest en het Drouwenerzand in Drenthe
- strandwal van Spaarnwoude
- stuwwallen de Friezenberg, Galgenberg, Grebbeberg, Havelterberg en Needse Berg.
- het Lutterzand, stuifzandgebied met natuurlijk meanderende Dinkel met stootoevers en glij-oevers.

### Geologische monumenten
- Blankenberggroeve bij Cadier en Keer
- Cottessergroeve
- Eiland van Ubachsberg
- Geologisch monument Wolterholten bij Steenwijk
- Geologisch monument Grindgroeve Elzetterbos
- Geologisch monument Sterrenstenen
- Groeve Zeven Wegen in het Vijlenerbos bij Zevenwegen
- Geologisch monument Zandsteenblokken
- Groeve Bovenste Bosch bij Terziet[4]
- Grindgroeve Savelsbos
- Groeve Kasteel Oost[5]
- Groeve Trichterberg
- Heimansgroeve ten noordwesten van Cottessen
- Julianagroeve ten oosten van Cadier en Keer
- Groeve Moerslag[6]
- Groeve Orenberg
- Groeve Keutenberg
- Kuiperberg
- Meester van der Heijden-groeve
- Van der Lijn keienreservaat bij Urk
- Zwerfsteneneiland bij Maarn
- Aardkundig monument De Bol (langs de Lek bij Willige Langerak)
- Zwerfstenen van De Zândkoele in de Kop van Overijssel